# Inge Höck
Inge Höck (* 10. Juli 1922 in Münster, Tirol; † 26. November 2014) war eine österreichische Malerin.

## Leben
Inge Höck besuchte die Malschule Toni Kirchmayr in Innsbruck und studierte anschließend neun Semester an der Akademie der Bildenden Künste Wien bei Herbert Boeckl. Seither lebte sie in Innsbruck. Zu ihren Werken gehören Zeichnungen, figürliche wie abstrakte Malereien, Glasfenster, Sgraffiti und Mosaiken, unter anderem als Fassadengestaltungen im Rahmen der Kunst-am-Bau-Aktion des Landes Tirol.

## Auszeichnungen
- Preis der Landeshauptstadt Innsbruck für künstlerisches Schaffen, 1. Preis Malerei, 1982[2]
- Berufstitel Professor

## Werke

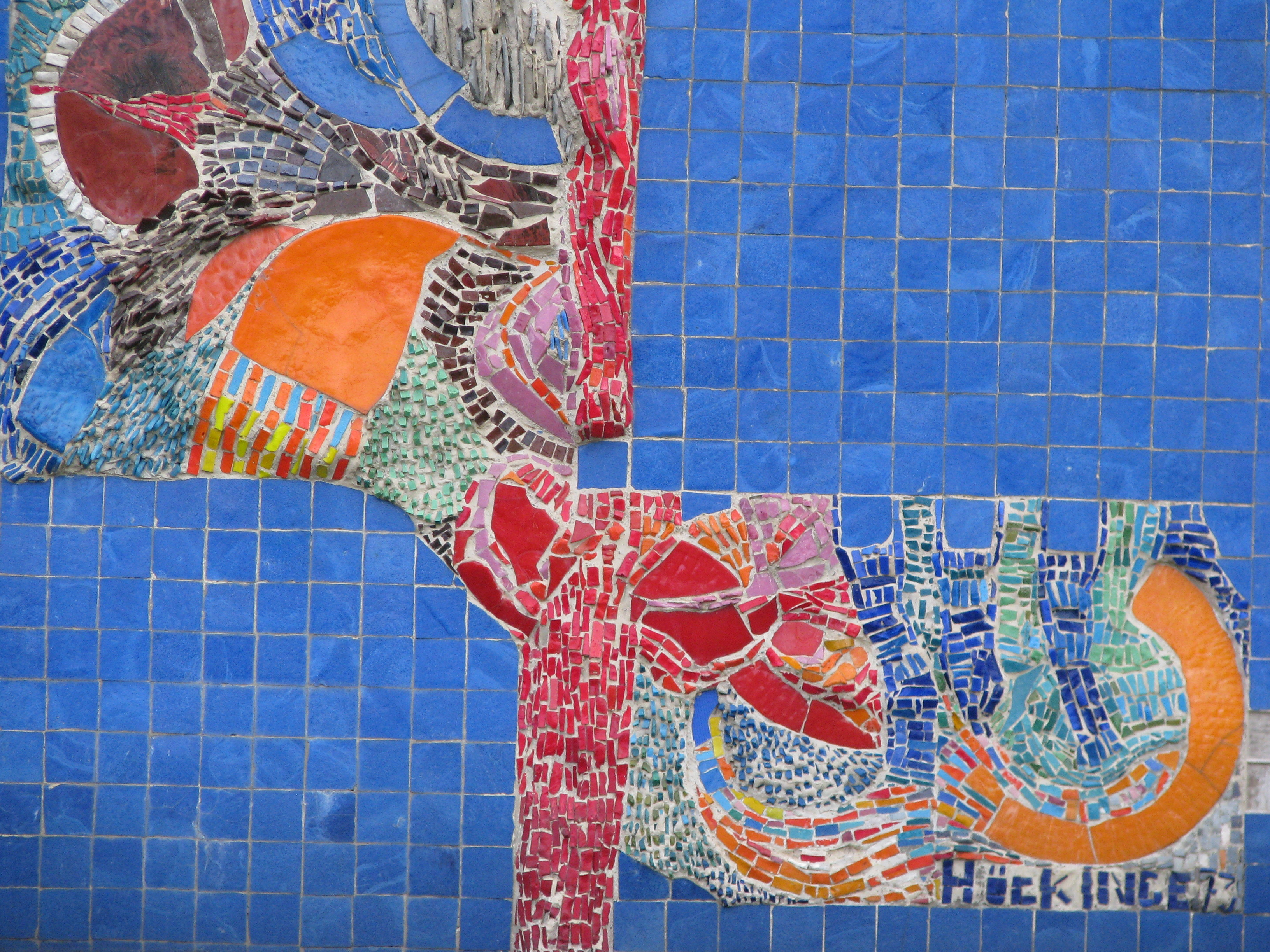
Mosaik am Kindergarten Bachlechnerstraße (Ausschnitt)

- Wandmalereien Menschen und Natur, Wohnhaus Fennerstraße 14, Innsbruck, 1958[3]
- Glasmalerei, Café Mundig, Innsbruck, 1958[4]
- Metallplastik an der Fassade des Wohnhauses Amraser Straße 88–90b, Innsbruck, 1958[5]
- Wandgemälde Szenen aus Seefeld, Neue Mittelschule Seefeld, 1960[6]
- Betonglasfenster, Pfarrkirche Ötztal-Bahnhof, 1964[7]
- Fresken Olympia, Schule, Natur, Volksschule Axams, 1965[8]
- Freiskulptur im Hof der Wohnanlage An-der-Lan-Straße 26, Innsbruck, 1969[9]
- Mosaik an der Fassade des Kindergartens Bachlechnerstraße, Innsbruck, 1973
- Bilder aus Metalltafeln und Email, Bundesfachschule für wirtschaftliche Berufe, Wörgl, 1985[10]
- Fassadengestaltung Wohnhaus Haslau 12, Hopfgarten im Brixental, 1986[11]